# Marco Andretti

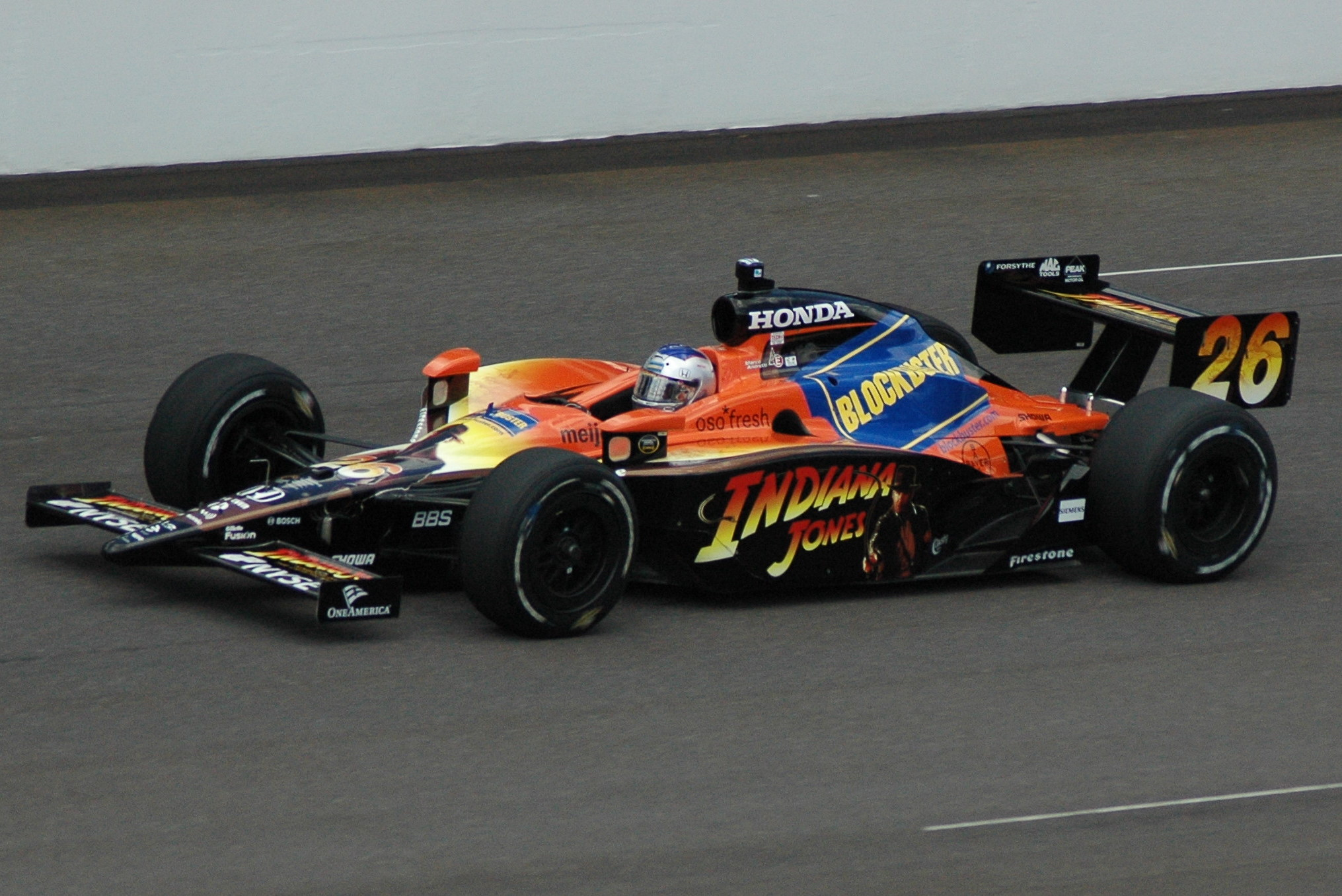
Marco Andretti pela IndyCar Series em 2008.

Marco Michael Andretti (Nazareth, 13 de março de 1987) é um automobilista estadunidense que compete na Fórmula Indy com o carro número 98 da equipe Andretti Autosport.
Marco é filho de Michael Andretti e neto de Mario Andretti, campeão da Fórmula Indy e Fórmula 1.